# Фаон

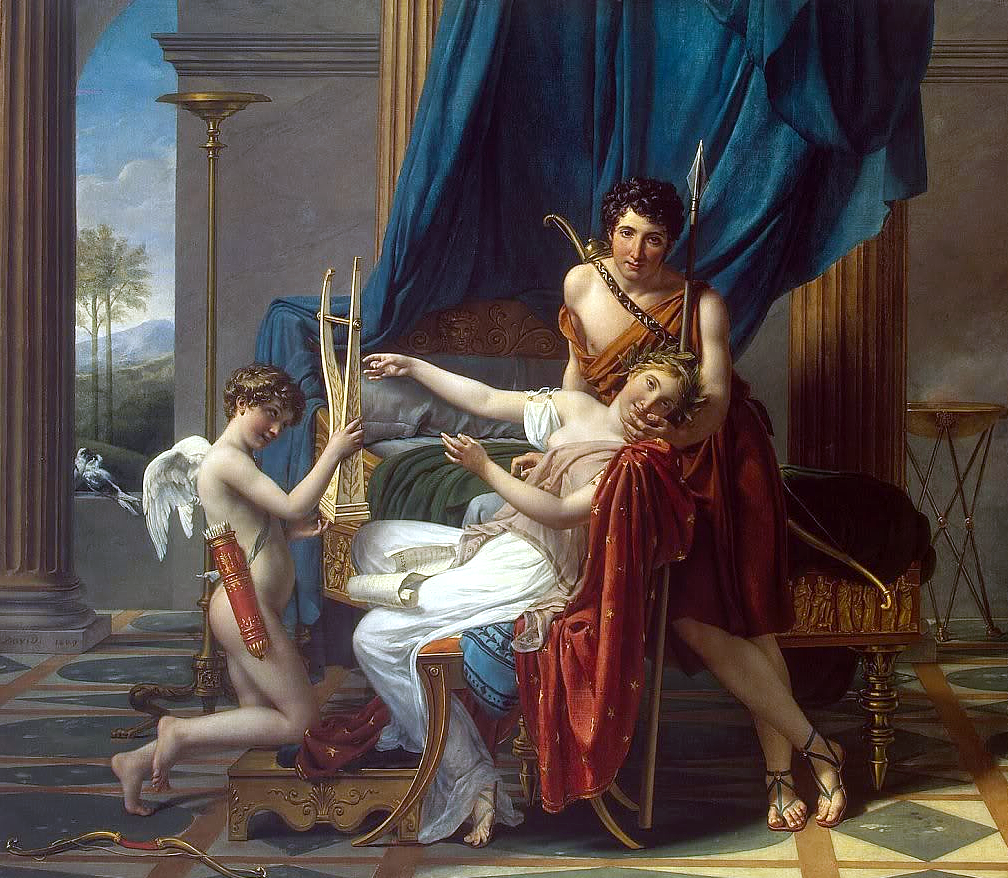
Сапфо, Фаон і Купідон. Жак-Луї Давид, 1809

У грецькій міфології Фаон ( давньогрецька: Φάων; род.: Φάωνος) — міфічний човняр Мітилени на Лесбосі . Він був старий і потворний, коли Афродіта підійшла до його човна. Вона перевтілилась на стару. Фаон переправив її до Малої Азії і не взяв за це жодної плати. У відповідь вона дала йому скриньку з маззю. Коли він натерся нею, то став молодим та привабливим. Багатьох захопила його краса.
За словами Афінського театру, Сапфо закохалася в нього. Він ліг з нею, але незабаром відмовив їй. Сапфо була настільки засмучена його відмовою, що кинулася в море, вважаючи, що або вилікується від свого кохання, або потоне. Вона втопилася. Еліан писав, що Фаон був убитий чоловіком, якому він став рогоносцем.
Крім Еліана, історію Фаона розповідають Овідій і Лукіан. Його також згадує Плавт у «Славних милях» як одного з двох чоловіків у всьому світі, яким «коли-небудь пощастило бути так пристрасно коханим жінкою» (Дія 3).
Ця стаття містить текст із загальнодоступного видання класичного словника Лемпрієра 1848 року.